# Phlomis tytthaster
Phlomis tytthaster là một loài thực vật có hoa trong họ Hoa môi. Loài này được Vved. miêu tả khoa học đầu tiên năm 1954.